# 李涵 (御史大夫)
李涵（？—784年），陇西成纪人，出自唐朝宗室毕王房，高平王李道立曾孙。
唐肃宗时，授赞善大夫兼侍御史。李涵与杜鸿渐草笺具朔方诸多优势，李涵奉笺平凉谒见，敷奉明辩，动合事机，唐肃宗大悦，拜右司员外郎，官至司封司郎中，宗正少卿。唐代宗宝应元年（762年），迁左庶子、兼御史中丞、河北宣慰使。历任给事中、尚书左丞，以幽州之乱，迁河朔宣慰使，大历六年（771年），为苏州刺史兼御史大夫，充浙江西道都团练观察使。大历十一年（776年），拜御史大夫、京畿观察使。唐德宗即位，除太子少傅，充山陵副使，检校工部尚书兼光禄卿。李涵为人温和恭谨，不专断。后来以尚书右仆射致仕。累封至襄武县公。兴元元年（784年），九月李涵逝世，追赠太子太保。
子李鰅，贞元初为饶州别驾。妾高氏以善歌入宫，李鰅因与御医许泳通书，坐诛。

## 传记文献
- 《旧唐书·卷一百二十六》列传第七十六
- 《新唐书·卷七十八》列传第三